# Wedgwoodova ljestvica
Wedgwoodova ljestvica je temperaturna ljestvica za više temperature kao npr. pri proizvodnji porculana ili metala.
Dobila je naziv po engleskom poduzetniku Josiahu Wedgwoodu koji ju je predložio 1782.

## Ljestvica
Wedgwood je predložio da nulta točka ljestvice, prevedeno u celzije, bude 581 °C. Na ovoj temperaturi opazio je prve slabe znake zračenja (tzv. inkandescence).
Svaki stupanj Wedgwooda odgovarao bi temparaturnom povišenju od 72 °C. Wedgwood daje i neke točke tališta kao točke poređenja: bakar 27°, srebro 28°, zlato 32° i bronca 21°. Guyton de Morveau je kasnije ispravio i doradio ljestvicu. Nulta točka je bila na 270°C a svaki stupanj Wedgwooda je odgovarao 34 °C.

## Postupak
Cilindar promjera 0.5-incha napravljen od gline uronja se u ključalu vodu. Ovo je priprema za zagrijavanje u pećnici u kojoj se mjeri temperatura. Tijekom zagrijavanja dolazi do skupljanja gline. Poslije hlađenja temperatura se računa usporedbom razlike promjera prije i poslije zagrijavanja, pretpostavljajući da je skupljanje bilo linearno s temperaturom.
Wedgwood je sagradio i napravu koja je izravno očitavala temperaturu.